# Maryse Marpsat
 (juin 2025).
- Si vous ne connaissez pas le sujet, laissez ce bandeau (vous pouvez alors contacter les auteurs).
- Si vous supprimez le contenu mis en cause (vous pouvez préalablement contacter les auteurs),

argumentez précisément cette suppression dans la page de discussion
(un manque de référence n'est pas un argument ; une recherche réelle de référence doit avoir été effectuée, être formellement documentée).
Maryse Marpsat est une statisticienne et sociologue française née en 1951. Administratrice de l'Insee et chercheuse associée à l'Institut national d'études démographiques et à l'UMR CSU (Cultures et sociétés urbaines) du CNRS, elle enseigne à l'EHESS (école des hautes études en sciences sociales) et est membre de l’Observatoire national de la pauvreté et de l'exclusion sociale.

## Parcours
Ancienne élève de l’École normale supérieure de Fontenay-aux-Roses, Maryse Marpsat a d'abord suivi une filière mathématique jusqu'à l'agrégation, en rédigeant au passage un mémoire de DEA sur la théorie des probabilités. Réussissant le concours de l'École nationale de la statistique et de l'administration économique (ENSAE), elle est devenue administratrice de l'Insee et a commencé dans les années 1980 et sous la direction de Robert Salais de premières analyses historiques du chômage dans l'entre-deux-guerres, à la fois dans ses formes concrètes et à travers les conventions utilisées pour le définir. Elle a ensuite collaboré avec Alain Desrosières sous la direction duquel elle a étudié en quoi les objets dont traite la statistique (comme le chômage, les ménages ou leurs modes de cohabitation) peuvent être vus à la fois comme réels (préexistant à leur mesure) et comme construits à partir de conventions. De ces premières études découlent sa sensibilisation à l’approche historique et aux conventions mises en place pour catégoriser le réel, approches qu'elle utilisera à nouveau dans ses travaux ultérieurs, notamment lorsqu'elle abordera les trajectoires individuelles ou lorsqu'elle aura la responsabilité de l’édition 1990 de l'ouvrage statistique d'ensemble de l'Insee sur la société française intitulé Données Sociales. C'est dans cette période 1983-1993 qu'elle commencera à travailler au sein d’un groupe franco-anglais de comparaison des types de ménages et des modes de cohabitation en France et en Angleterre, en particulier avec Richard Wall, du Cambridge Group for the History of Population and Social Structure et du Centre for Economic Policy Research à Cambridge, et Bruce Penhale, de la City University de Londres. Elle apportera ainsi son concours à la préparation du colloque international Beyond national statistics : household and family patterns in comparative perspective.
À partir de la mi-1993, Maryse Marpsat va entreprendre des recherches plus sociologiques sur les situations de pauvreté grâce à sa mise à disposition à titre principal à l’INED et à titre secondaire dans l'équipe de recherche sociologique du CSU (Cultures et société urbaine). Dans ce qui était encore le Centre de sociologie urbaine, elle va d'abord étudier la concentration de la pauvreté sur les populations déjà défavorisées en s’appuyant sur une enquête de l’Insee dont le questionnaire et le terrain visaient à saisir les situations précaires dans plusieurs quartiers particulièrement démunis. Puis c'est dans le cadre de l'INED qu'elle va diriger pendant douze ans de nombreux travaux d'enquête sur les situations des sans domicile fixe, ce qu'elle va associer d'un côté avec les travaux nord-américains sur les homeless et, d'un autre côté, avec des recherches sur la genèse de la catégorie d'exclusion dans la société française contemporaine.
En parallèle avec ses analyses de la pauvreté, qu'elle apprécie à travers les façons dont l'État et le corps social la considèrent, Maryse Marpsat va entreprendre des recherches sur le rapport qu'entretient la société avec le dit « Art brut ». Plus précisément, elle va s'intéresser à l’histoire des classements et déclassements des créateurs et des œuvres regroupés sous le vocable d’Art Brut. Elle va notamment rechercher sur quoi s’était appuyé Jean Dubuffet, l’inventeur et le promoteur de l’Art brut, pour faire apparaître cette approche et la promouvoir avec un certain succès contre des classifications concurrentes (« l’art des malades mentaux », « l’art médiumnique ») proposées par les surréalistes et par André Breton, en particulier. Pour ce faire, afin de déchiffrer les codes de ce milieu de reconnaissance réciproque que constituent les collectionneurs, les historiens d’art, les gestionnaires de galeries et les conservateurs de musée, elle a recouru encore une fois à une approche historique de la construction des catégories concernées, en particulier celles des artistes et des œuvres rattachés à l’Art Brut.

## Recherches statistiques et sociologiques sur la pauvreté
Les travaux de Maryse Marpsat sur la pauvreté se sont appuyés sur de multiples approches, historique, sociologique, économique, etc., et pour beaucoup sur les enquêtes statistiques en la matière, celles de l’Insee et de l’INED essentiellement. Ces études lui ont permis de souligner l’importance des différentes dimensions de la pauvreté et, en particulier, des situations marginales de logement (parc social de fait, squats, hébergement par un tiers ou par une institution).
En tant que statisticienne, Maryse Marpsat a cherché à définir très précisément le champ sur lequel elle travaillait de façon que les enquêtes soient réalisables en pratique. Dans la logique des travaux du CNIS de 1993-1996 où la société définit collectivement une catégorie à partir du moment où elle donne une certaine réponse aux problèmes qu'elle pose, elle a par exemple retenu comme définition des « sans-domicile au sens restreint » les personnes qui dorment dans un service d’hébergement ou un lieu non prévu pour l’habitation. Elle a retrouvé ainsi l'esprit de la définition que Simmel donne des pauvres : « Ce n’est qu’à partir du moment où ils sont assistés - ou peut-être dès que leur situation globale aurait dû exiger assistance, bien qu’elle n’ait pas encore été donnée - qu’ils [les pauvres] deviennent membres d’un groupe caractérisé par la pauvreté. Ce groupe ne demeure pas uni par l’interaction de ses membres, mais par l’attitude collective que la société, en tant que tout, adopte à leur égard »
L'analyse des interviews des sans-domicile l'amène à insister sur les dimensions non matérielles du logement. Pour un sans-domicile, l’espace privé dont il peut disposer à sa guise se réduit au contenu d’un sac ou d’un casier ; il ne dispose plus de ces formes de présentation et de construction de soi qui consistent à organiser ou décorer son espace, sauf s'il privatise un morceau de l’espace collectif, comme dans certains centres d’hébergement où les personnes retrouvent leur lit d’une nuit sur l’autre et y introduisent des photos ou des objets personnels. Son travail sur les sans-domicile et sur les formes marginales de logement l'a ainsi conduit à insister sur le cet autre rôle que joue le logement quant à l’entretien des relations avec les autres, au rapport à l’espace public et privé, ainsi qu’à la construction et au maintien de l’image de soi.
Elle a organisé de 2007 à 2013 à l'Insee une série de séminaires sur « Les Inégalités » et s'est intéressée notamment en 2012 aux représentations et aux perceptions de l'inégalité, en général, mais aussi très concrètement, chez les titulaires du RSA comme chez les retraités. Elle a assuré également à l'École des hautes études en sciences sociales un enseignement pouvant être validé en sociologie sur l'étude des inégalités.

## Approches sociologiques de l'Art brut
Pour Maryse Marpsat, l'origine de son intérêt pour l'Art brut, alors qu'aucune sollicitation extérieure ne l'incitait à y consacrer du temps, résidait dans la fascination qu’exercent sur elle « les catégories qui "tiennent", par opposition à celles qui ne tiennent pas : par quels éléments expliquer que, vingt ans après la mort de Dubuffet, la définition de l’Art Brut qu’il a donnée, rassemblant des créateurs dont les trajectoires sont très diverses et des productions plastiques dont l’aspect l’est tout autant, "tienne" encore ? ». C'est dire que sa recherche a porté en premier lieu sur les rapports des acteurs et des productions de l'Art brut avec le regard de la société, bien plus que sur les formes mêmes de cet art. Car il n'était pas évident que l'acte créateur de Dubuffet, qui inventa en 1945 le terme et le concept "Art brut", allait être suivi d'effets. Or, plus de vingt ans après sa mort, les nouvelles classifications qu'il a introduites non seulement tiennent mais sont de plus reprises et exploitées aux États-Unis et dans d'autres pays. Des expositions d'Art brut sont organisées et des œuvres trouvent un marché alors même que leurs producteurs, à la différence de la plupart des autres artistes contemporains, se désintéressent de la promotion de leurs productions. Les producteurs de l'Art brut ne sont pas en effet des artistes comme les autres. Ils ne sont pas intégrés au "Monde de l'Art" et produisent leurs œuvres sans égard apparent pour le regard d'un quelconque public. On y trouve des malades mentaux et des personnes marginalisées socialement tels le facteur Cheval ou d'autres encore inspirées par des medium. Comment et pourquoi la société en est-elle arrivée à classer de telles productions comme de l'Art ?
Afin d'analyser le processus à travers lequel les œuvres d'Art Brut s'introduisent dans les circuits officiels de l'art, sont parfois publiées chez des éditeurs et se trouvent par là légitimées, Maryse Marpsat a effectué par exemple une analyse statistique dite de correspondance multiple sur les artistes faisant partie de la Collection de l'art brut à Lausanne, ce qui lui permet d'introduire une certaine hiérarchie parmi ces créateurs. Au-delà du premier clivage, évident, distinguant ceux qui bénéficient d'au moins un des « indices de notoriété » et ceux qui n'en bénéficient pas, elle montre l'importance des lieux de reconnaissance, l'Europe ou les États-Unis : la présence dans les premières expositions de Dubuffet ou dans le livre de Michel Thévoz de 1975, en opposition avec la participation au marché et le rapprochement avec les collections américaines, d'un côté, et une opposition entre la présence dans les collections de Chicago et celle dans les singuliers de l'art. Cette analyse permet de mettre en évidence les différentes destinées des œuvres d’Art Brut : la conservation, la célébration, l’introduction sur le marché (du vivant et avec la participation consciente de l'artiste ou non). Elle met ainsi en évidence les intérêts divergents des différents acteurs qui assurent ce travail de consécration, parfois de façon conflictuelle : ceux qui se préoccupent avant tout de la conservation et visent à préserver les œuvres et à les cataloguer ; ceux qui cherchent à faire connaître cette forme d’art à un public élargi et travaillent à sa célébration à travers expositions, livres ou monographies d’artistes ; enfin, les collectionneurs ou marchands qui travaillent à la constitution d’un marché et doivent l'alimenter tout en veillant à maintenir un bon niveau de prix. Par ce travail de consécration, les frontières de l’Art Brut tendent à s’estomper, les créateurs les plus reconnus s'assimilant avec les autres artistes, au moins du point de vue de la façon dont ils sont reconnus par le monde de l’art.

## Enseignements
Après avoir encadré et animé de nombreux Groupes de travail en statistique à l'ENSAE, Maryse Marpsat a assuré de 2007 à 2013 des enseignements prenant place dans les masters de sciences sociales, mention sociologie de l'EHESS. De 2008 à 2013, un atelier pouvant être validé par les étudiants de l’EHESS a ainsi développé la question de « L'étude des inégalités » tout en correspondant au séminaire « inégalités » tenu à l’Insee sous la responsabilité de Maryse Marpsat. Il a approfondi plusieurs aspects de la question des inégalités : les différentes théories de la justice et leur conséquence sur la mesure des inégalités ; la perception des inégalités par les acteurs ; l’influence des outils statistiques sur les résultats obtenus ; le rôle des paradigmes disciplinaires dans la perception des inégalités ; la formation des inégalités dans certains domaines particuliers, en particulier scolaire ou de santé ; l’exploration qualitative des zones de l’espace social mal couvertes par la statistique.

### Travaux récents
- (Avec Jean Marie Firdion), « Le lien familial des personnes sans domicile : entre soutien et obstacle », in sous la direction de Serge Paugam, L'intégration inégale, Presses universitaires de France, pages 77 à 96, 2014

- (Avec Françoise Yaouancq, Alexandre Lebrère, Virginie Régnier, Stéphane Legleye, Martine Quaglia), « L’hébergement des sans-domicile en 2012 - Des modes d’hébergement différents selon les situations familiales », Insee Première, Insee, Paris, no 1455 - juillet 2013
- « Les personnes sans domicile - Enquêtes et résultats », Présentation à l'IDUP, Insee, 6 février 2013

- « Écrire la rue : de la survie physique à la résistance au stigmate. - Une analyse textuelle et thématique du journal d'Albert Vanderburg, sans domicile et auteur de blog », Sociologie 2010/1 (Vol. 1), Presses Universitaires de France, p. 195-120, Paris, 2010

- « Combiner les méthodes et les points de vue. De l’enquête statistique au journal intime d’Albert Vanderburg », in Pichon Pascale, SDF, sans-abri, itinérant. Oser la comparaison, Presses de l'Université de Louvain, Louvain, 2009

- (Avec Pascale Pichon), « La genèse de la recherche en France : composer avec le mouvement associatif, observer et analyser des situations vécues et des rapports sociaux, caractériser et compter », in Pichon Pascale, SDF, sans-abri, itinérant. Oser la comparaison, Presses de l'Université de Louvain, Louvain, 2009

### Autres travaux
- The INED research on homelessness, 1993-2008, (Document de travail 156), INED, Paris, 2008.

- (Avec Cécile Brousse, Jean-Marie Firdion), Les sans-domicile, La découverte, Collection Repère, 2008

- « L’enquête de l’Insee sur les sans-domicile : quelques éléments historiques », Courrier des statistiques, Insee, Paris, no 123, janvier-avril 2008, p. 53-64
- « Espace et pauvreté », Cybergeo, Revue européenne de géographie, Espace, Société, Territoire, article 11, mis en ligne le 2 août 1996, modifié le 3 mai 2007

- « La légitimation de l’Art Brut. De la conservation à la consécration », in Gérard Mauger (dir.), Droits d’entrée. Modalités et conditions d'accès aux univers artistiques, Paris, Éditions de la Maison des Sciences de l’Homme, 89-130, 2006

- « Une forme discrète de pauvreté : les personnes logées utilisant les distributions de repas chauds », Économie et Statistique, no 391-392, 2006

- (avec Albert Vanderburg), Le monde d'Albert la Panthère, cybernaute et sans-domicile à Honolulu, Paris : éditions Bréal, coll. d'Autre Part, 2004

- (avec Jean-Marie Firdion), « Les ressources des jeunes sans domicile et en situation précaire », Recherches et prévisions, no 65, septembre 2001,

- (avec Thomas Amosse, Anne Doussin, Jean-Marie Firdion, Thierry Rochereau), Vie et santé des jeunes sans domicile ou en situation précaire, IRDES, biblio no 1355, septembre 2001

- (Eds avec Jean-Marie Firdion), La rue et le foyer. Une recherche sur les sans-domicile et les mal-logés dans les années 1990, Travaux et Documents de l'INED, 2000,  (ISBN 2733201441)

- « Un avantage sous contrainte : le risque moindre pour les femmes de se trouver sans abri », Population, 1999

### Sources
- Marpsat Maryse, 2007, Explorer les frontières. Recherches sur des catégories « en marge », mémoire d’habilitation à diriger des recherches en sociologie, Paris : INED, Documents de travail, no 145